# Новобельмановка
Новобельмановка (рос. Новобельмановка) — село в Хорольському районі Приморського краю Росії. Входить до складу Благодатненського сільського поселення.

## Населення
Чисельність населення за роками:
| 2002 | 2010 |
| ---- | ---- |
| 466  | 364  |

За даними перепису населення 2010 року на території села проживало 364 особи. Частка чоловіків у населенні складала 49,2% або 179 осіб, жінок — 50,8% або 185 осіб. Національний склад станом на 2002 рік: росіяни — 80,7% або 376 осіб, українці — 12% або 56 осіб.